# Австралия на зимних Паралимпийских играх 2014
Австралия на зимних Паралимпийских играх 2014 года, прошедших в Сочи, Россия, была представлена 9-ю спортсменами в 2 видах спорта. Со спортсменами также были 2 ведущих и 15 человек из штаба поддержки. Сборная выиграла две медали (обе - бронзовые и в горнолыжном спорте). Тоби Кейн выиграл медаль в горнолыжной суперкомбинации, а Джессика Галлахер (с ведущим Кристианом Гейгером) — в в гигантском слаломе для слабовидящих.
Выступления паралимпийской сборной Австралии в Сочи были омрачены смертью пара-сноубордиста Мэттью Робинсона, а также травмами Кэмерон Ральс-Рабула и Джоани Баденхорст, снявшихся с соревнований

## Подготовка к Играм
Чтобы отобраться на зимние Паралимпийские игры 2014, проходившие в Сочи, Россия, спортсмены участвовали в соревнованиях в Европе и США. В сентябре 2013, Австралия приняла у себя чемпионат мира по горнолыжному спорту среди инвалидов среди инвалидов в Тредбо. Австралийцы завоевали 3 золотые, 3 серебряные и бронзовую медаль стали третьими в общем медальном зачёте после США (8 золотых, 6 серебряных, 8 бронзовых медалей) и Словакии (8 золотых, 2 серебряные и 3 бронзовые медали). Австралийцы Митчелл Гурли и Кэмерон Ральс-Рабула выиграли золотые медали в турнире.
Три члена команды – Тоби Кейн, Кэмерон Ральс-Рабула и Митчелл Гурли undertook wind tunnel testing at Monash University in 2013 to assist them in determining their optimal aerodynamic position whilst skiing.

### Инциденты с лыжниками перед Играми
Незадолго до Паралимпийских игр в сборной Австралии случились два инцидента с лыжниками.  Мэттью Робинсона умер вскоре после того как принял участие на чемпионате мира, Whilst Robinson's event was not included in the Games, he was an integral member of the Australian Paralympic snowboard team. Меньше чем за день после объявления Кэмерон Ральс-Рабулы знаменосцем на церемонии открытия, она травмировалась на тренировке. Из-за травмы Ральс-Рабула была вынуждена пропустить первые соревнования, но тем не менее надеялась выступить на любимой для неё дисциплине, слаломе, и в гигантском слаломе. Но 10 марта выяснилось, что у Кэмерон повреждение колена, и она пропустила соревнования.

## Медали
| Бронза |                                             |                                                                     |          |
| №      | Спортсмены                                  | Вид спорта (дисциплина)                                             | Дата     |
| 1      | Тоби Кейн                                   | Горнолыжный спорт (мужчины, суперкомбинация, стоя)                  | 11 марта |
| 2      | Джессика Галлахер ведущий — Кристиан Гейгер | Горнолыжный спорт (женщины, гигантский слалом, с нарушением зрения) | 16 марта |

| Медали по видам спорта | Медали по видам спорта | Медали по видам спорта | Медали по видам спорта | Медали по видам спорта |
| ---------------------- | ---------------------- | ---------------------- | ---------------------- | ---------------------- |
| Вид спорта             | 1                      | 2                      | 3                      | Итого                  |
| Горнолыжный спорт      | 0                      | 0                      | 2                      | 2                      |
| Всего                  | 0                      | 0                      | 2                      | 2                      |

## Результаты

### Горнолыжный спорт
Мужчины
| Соревнование      | Класс | Спортсмены           | Скоростной спуск/ 1 спуск | Скоростной спуск/ 1 спуск | Слалом/ 2 спуск | Слалом/ 2 спуск | Всего   | Место |
| Соревнование      | Класс | Спортсмены           | Время                     | Место                     | Время           | Место           | Всего   | Место |
| ----------------- | ----- | -------------------- | ------------------------- | ------------------------- | --------------- | --------------- | ------- | ----- |
| Скоростной спуск  | Стоя  | Тоби Кейн            | Не проводится             | Не проводится             | Не проводится   | Не проводится   | 1:26,25 | 6     |
| Скоростной спуск  | Стоя  | Митчелл Гурли        | Не проводится             | Не проводится             | Не проводится   | Не проводится   | 1:26,71 | 7     |
| Скоростной спуск  | Стоя  | Кэмерон Ральс-Рабула | Не проводится             | Не проводится             | Не проводится   | Не проводится   | DNS     | —     |
| Слалом            | Стоя  | Тоби Кейн            | 48,92                     | 4                         | 54,56           | 8               | 1:43,48 | 4     |
| Слалом            | Стоя  | Митчелл Гурли        | 50,75                     | 8                         | DNF             | DNF             | —       | —     |
| Слалом            | Стоя  | Кэмерон Ральс-Рабула | DNS                       | DNS                       | DNS             | DNS             | —       | —     |
| Гигантский слалом | Стоя  | Митчелл Гурли        | 1:16,16                   | 4                         | DNF             | DNF             | —       | —     |
| Гигантский слалом | Стоя  | Тоби Кейн            | DNF                       | DNF                       | DNF             | DNF             | —       | —     |
| Гигантский слалом | Стоя  | Кэмерон Ральс-Рабула | DNS                       | DNS                       | DNS             | DNS             | —       | —     |
| Супергигант       | Стоя  | Митчелл Гурли        | Не проводится             | Не проводится             | Не проводится   | Не проводится   | DNF     | —     |
| Супергигант       | Стоя  | Тоби Кейн            | Не проводится             | Не проводится             | Не проводится   | Не проводится   | DNF     | —     |
| Супергигант       | Стоя  | Кэмерон Ральс-Рабула | Не проводится             | Не проводится             | Не проводится   | Не проводится   | DNS     | —     |
| Суперкомбинация   | Стоя  | Тоби Кейн            | 53,52                     | 5                         | 1:20,62         | 3               | 2:14,14 | 3     |
| Суперкомбинация   | Стоя  | Митчелл Гурли        | 53,63                     | 6                         | 1:20,75         | 4               | 2:14,38 | 5     |
| Суперкомбинация   | Стоя  | Кэмерон Ральс-Рабула | DNS                       | DNS                       | DNS             | DNS             | —       | —     |

Сноуборд-кросс
| Соревнование   | Класс | Спортсмены   | 1 спуск | 1 спуск | 2 спуск | 2 спуск | 3 спуск | 3 спуск | Всего   | Место |
| Соревнование   | Класс | Спортсмены   | Время   | Место   | Время   | Место   | Время   | Место   | Всего   | Место |
| -------------- | ----- | ------------ | ------- | ------- | ------- | ------- | ------- | ------- | ------- | ----- |
| Сноуборд-кросс | Стоя  | Бен Тадхоуп  | 58,78   | 10      | 59,31   | 10      | 58,06   | 7       | 1:56,84 | 10    |
| Сноуборд-кросс | Стоя  | Трент Милтон | 1:03,58 | 13      | 1:14,27 | 21      | 1:04,37 | 19      | 2:07,95 | 20    |

Женщины
| Соревнование      | Класс               | Спортсмены                                  | Скоростной спуск/ 1 спуск | Скоростной спуск/ 1 спуск | Слалом/ 2 спуск | Слалом/ 2 спуск | Всего   | Место |
| Соревнование      | Класс               | Спортсмены                                  | Время                     | Место                     | Время           | Место           | Всего   | Место |
| ----------------- | ------------------- | ------------------------------------------- | ------------------------- | ------------------------- | --------------- | --------------- | ------- | ----- |
| Скоростной спуск  | С нарушением зрения | Мелисса Перрин ведущий — Эндрю Бор          | Не проводится             | Не проводится             | Не проводится   | Не проводится   | 1:36,15 | 4     |
| Слалом            | Сидя                | Виктория Пендергаст                         | 1:21,53                   | 8                         | 1:21,82         | 8               | 2:43,35 | 8     |
| Слалом            | С нарушением зрения | Джессика Галлахер ведущий — Кристиан Гейгер | 1:04,09                   | 4                         | 1:38,46         | 7               | 2:42,55 | 7     |
| Слалом            | С нарушением зрения | Мелисса Перрин ведущий — Эндрю Бор          | DNF                       | DNF                       | DNF             | DNF             | —       | —     |
| Гигантский слалом | Сидя                | Виктория Пендергаст                         | 1:54,37                   | 10                        | 1:40,22         | 9               | 3:34,59 | 10    |
| Гигантский слалом | С нарушением зрения | Джессика Галлахер ведущий — Кристиан Гейгер | 1:36,69                   | 3                         | 1:25,42         | 3               | 3:02,11 | 3     |
| Гигантский слалом | С нарушением зрения | Мелисса Перрин ведущий — Эндрю Бор          | DNF                       | DNF                       | DNF             | DNF             | —       | —     |
| Супергигант       | С нарушением зрения | Мелисса Перрин ведущий — Эндрю Бор          | Не проводится             | Не проводится             | Не проводится   | Не проводится   | DNF     | —     |
| Суперкомбинация   | С нарушением зрения | Мелисса Перрин ведущий — Эндрю Бор          | DSQ                       | DSQ                       | DSQ             | DSQ             | —       | —     |

Сноуборд-кросс
| Соревнование   | Класс | Спортсмены        | 1 спуск | 1 спуск | 2 спуск | 2 спуск | 3 спуск | 3 спуск | Всего | Место |
| Соревнование   | Класс | Спортсмены        | Время   | Место   | Время   | Место   | Время   | Место   | Всего | Место |
| -------------- | ----- | ----------------- | ------- | ------- | ------- | ------- | ------- | ------- | ----- | ----- |
| Сноуборд-кросс | Стоя  | Джоани Баденхорст | DNS     | DNS     | DNS     | DNS     | DNS     | DNS     | —     | —     |